# 局部硅氧化

典型的局部硅氧化结构。（1）硅；（2）二氧化硅

局部硅氧化（LOCOS，英文LOCal Oxidation of Silicon的缩写），是一种用于将半导体器件（例如晶体管）电气隔离的微加工工艺，在硅片的选定区域进行掩膜处理，即覆盖结构化保护层，然后将暴露的硅在高温、富氧气氛下局部浅层氧化，形成一层二氧化硅构成的电隔离区。该技术用于将MOSFET彼此绝缘并限制晶体管串扰。其主要目标是创建一种穿透硅片表面的氧化硅绝缘结构，使得Si-SiO2界面低于硅表面其他部分。
在半导体技术中，LOCOS工艺长期以来是制造上述隔离区的首选方法。然而，该工艺相对占用空间较大，且存在其他缺点，因此在1990年代中期，用于生产结构尺寸约0.25 µm及更小的高集成度电路时，它在很大程度上已被浅槽隔离取代。
通过刻蚀场氧化层难以实现，因此采用对晶体管周围选定区域进行热氧化。氧气渗入硅片深层，与硅反应生成硅氧化物，从而形成埋入式结构。为了工艺设计和分析，可使用Deal–Grove模型对硅表面氧化进行有效建模。

## 背景

### 器件隔离
微电子学的主要驱动力之一是在单个基片上不断提高有源器件的集成度，即器件及其间距一代代缩小。这种尺寸缩减除了带来制造挑战外，还引发电气问题，例如信号在走线上的串扰或由于隔离距离减小导致的漏电流增加。这些问题促使人们在集成电路领域发展了多种隔离技术，其中就包括LOCOS技术。
在平面工艺发展之前，晶体管和二極體通常以凸台结构器件的形式（参见台面型晶体管）制造。尽管器件彼此相对分散且几乎独立，但当时就已面临减少由界面电荷等引起的较大表面漏电流这一重大挑战。早在1959年，Martin M. Atalla领导的研究小组提出了一种技术，即在硅基底上直接生长热硅氧化物，就能显著减少这些漏电流。这成为今天LOCOS工艺的基础，该工艺由E. Kooi于1966年在菲利普自然物理实验室开发。

### 平面工艺与Planox工艺
电气表面钝化技术的发现促成了该技术在工业上的应用。在此过程中，首先在标准硅晶圆上通过热氧化形成整片场氧化层；随后利用湿法刻蚀在需制造晶体管和二极管的区域去除氧化层，以便进行扩散或离子注入。这种方法存在几个关键缺点：氧化层结构化后产生约1.5 µm的台阶，会导致光刻胶积聚，降低分辨率；湿法氧化层刻蚀为各向同性，需要调整光刻掩膜以补偿欠蚀；此外，金属互连在台阶边缘易出现收缩，导致局部电流密度升高，引发电迁移失效——当时广泛使用的铝对电迁移相对“脆弱”。为了进一步提升集成度并实现更平滑的表面形貌，需要减少和消除这些台阶与不平整。
1969年，F. Morandi提出了“Planox”工艺的改进方案：先在硅晶圆上沉积等厚的氮化矽保护层，再通过光刻与刻蚀形成图案；接着进行氧化，使裸露区域的氧化层长高至略高于氮化硅层；然后用热磷酸选择性去除氮化硅，露出晶体管活动区；最后再进行一次氧化，使该区氧化层增厚至隔离需要的高度。该方法可在硅基底中形成约2 µm厚的埋入氧化层，且最高台阶仅约0.5 µm。
然而，直到1970年J. Appels等人提出的局部硅氧化技术（LOCOS）才真正突破。LOCOS工艺与Planox工艺类似，通过更平缓的层间过渡克服了平面工艺的局限。

## 工艺
局部硅氧化技术的工艺流程与Planox技术相反。首先揭开将形成隔离氧化层的区域。作为结构化氧化掩膜，使用通过常规刻蚀工艺成形的氮化硅（Si3N4）层。与硅相比，氮化硅的氧化速率低几个数量级，因此几乎不受氧化过程影响。高温氧化带来的热应力会在硅基片与氮化硅掩膜之间产生张应力，因此需要一层二氧化硅中间层（称为衬垫氧化层），以缓和应力并防止氮化硅层剥离。
典型的局部硅氧化工艺包括以下步骤：

LOCOS技术工艺步骤

1. 基底准备：通常先去除颗粒和有机污染物，例如通过RCA洗净完成。
2. 沉积10-20 nm二氧化硅衬垫层：该衬垫氧化层可缓冲硅基片与氮化硅层间因热膨胀系数差异和高温氧化带来的机械应力，防止晶体缺陷。该层一般采用化学气相沉积，常用TEOS源。
3. 沉积100-200 nm氮化硅层：该层在氧化过程中几乎不被蚀刻，用作氧化掩膜。通常通过低压化学气相沉积制备。
4. 光刻与刻蚀氮化硅及衬垫氧化层：去除掩膜区域，使硅基片暴露以便后续氧化。
5. 热氧化：在非掩膜区域高温生长SiO2。热氧化不是简单的涂层工艺，而是氧与硅基片反应生成二氧化硅。该过程中硅被消耗，使部分氧化层埋入基片内；同时由于氧原子掺入和晶体结构变化，体积膨胀，使约55%的氧化层厚度向下生长到原硅基片内。另一个重要现象是氧在氮化硅掩膜下的横向扩散。
6. 去除氮化硅掩膜：在150–175 °C下用磷酸湿法刻蚀氮化硅，然后用缓冲氢氟酸（HF BOE）短暂刻蚀衬垫氧化层。氧化层刻蚀可进一步平滑过渡，并减小鸟喙效应的扩展。

## 优缺点
与此前使用的Planox工艺相比，局部硅氧化技术具有若干显著优点。在LOCOS中，表面形貌的尖锐边缘和台阶明显减少。这有利于后续工序中光刻胶的均匀涂覆，并改善金属布线的覆盖一致性，即显著减少布线的收缩，从而降低互连失效的风险，不会出现局部电阻升高，并降低电迁移敏感性。因此相比当时的平面工艺，可制造的最小结构尺寸可降至约1 µm。
由于热氧化过程中氧化物向基片深处生长，隔离氧化层显著埋入基片，从而抑制相邻晶体管间的串扰，也就是说，基片上有源器件的电隔离得到改善。
LOCOS工艺的缺点包括：氧化后表面仍然非平坦，氧化区与未氧化区之间会形成过渡区，即所谓的鸟喙效应，以及在硅基片界面处生成一层氮化硅沉积（White-Ribbon效应）。尤其是形成的鸟喙效应限制了器件的可达集成度；而非平坦的形貌也使后续的光刻步骤更为困难，因为它妨碍光刻胶的均匀涂覆并在局部改变曝光所需的焦点。基于这些原因，工业界对原始LOCOS工艺进行了大量改进，以减少寄生效应并提高电路的集成度。不过，其中一些技术显著更为复杂且成本更高，而且通常只能缓解而不能完全消除这些缺点。因此在1990年代，另一种替代技术——浅槽隔离逐渐取代LOCOS。在该方法中，深刻蚀出的沟槽通过气相沉积填充二氧化硅（通常为TEOS或HDP-SiO2-CVD）。由于在LOCOS的热氧化中氧化生长伴随的体积变化会在沟槽中产生过大的机械應力并引入缺陷，因此不能用热氧化来填充沟槽。与LOCOS相比，沟槽隔离在侧向隔离（包括更深区域）方面表现更好，且占用空间更小，从而允许更高的封装密度。

### 鸟喙效应

LOCOS处理后的鸟喙

如在工艺简介中所述，热氧化过程中二氧化硅在被掩膜区域边缘下方生长。其原因在于无论是在LOCOS氧化物还是在衬垫氧化层中，氧的扩散都是各向同性的，因此会发生横向扩散。由此形成了LOCOS特有的氧化结构，其边缘可向氮化硅层下方延伸达约一微米，并因其轮廓而被称为鸟喙效应。
随着氧化的进行，掩膜区域边缘处氧化层的生长使氮化硅掩膜向外（远离基片）弯曲。由于硅与氮化硅间的晶格间距不同，若硅与氮化硅直接接触时工艺过程中的机械应力将过大——氮化硅层会因弯曲而剥落——因此需要衬垫氧化层作为缓冲层以减轻应力。

### White-Ribbon或Kooi效应

LOCOS过程中White-Ribbon效应的反应路径

White-Ribbon（亦称Kooi效应，以LOCOS共同开发者E. Kooi命名）是LOCOS工艺中的一种寄生效应。它描述了在鸟喙效应外延区的衬垫氧化层与硅基片之间生成一
层薄薄的氮化硅，该层在明场显微镜观察下呈现为白色带（英文 ）。
这种不期望的氮化层主要在所谓的“湿法氧化”条件下生成。对于较厚的氧化层，通常采用湿法氧化，因为与在无水蒸汽的富氧气氛下的“干法氧化”相比，湿法在生长速率上更快，从而在长时间制程中具有经济优势。
湿法氧化在含水蒸气的气氛中、温度超过1100 °C下进行。此环境下，氢氧根离子（OH−）可通过氮化硅层扩散，导致氮化硅在衬垫氧化层一侧发生轻微氧化。该氧化反应的产物之一为氨（NH3）。氨随后通过衬垫氧化层扩散至硅基片。高温条件下，氨与硅发生热学氮化反应，即氨与硅生成氮化硅，从而在衬垫氧化层与硅基片之间形成Kooi观测到的氮化硅薄层。
{\displaystyle \mathrm {Si_{3}N_{4}+6\ OH^{-}\rightarrow 3\ SiO_{2}+2\ NH_{3}+N_{2}} }
{\displaystyle \mathrm {3\ Si+4\ NH_{3}\rightarrow Si_{3}N_{4}+6\ H_{2}} }
该效应仅发生在鸟喙效应区域，因为那里硅的氧化速率较低且氨的扩散距离较短。就整个电路制造过程而言，必须在随后的栅氧化生长步骤之前去除这层氮化物聚集（栅氧化层作为MISFET的介电层），否则它会阻碍或阻止后续氧化层的生长。

## 相关
- 浅槽隔离